# Список дипломатичних місій у Польщі

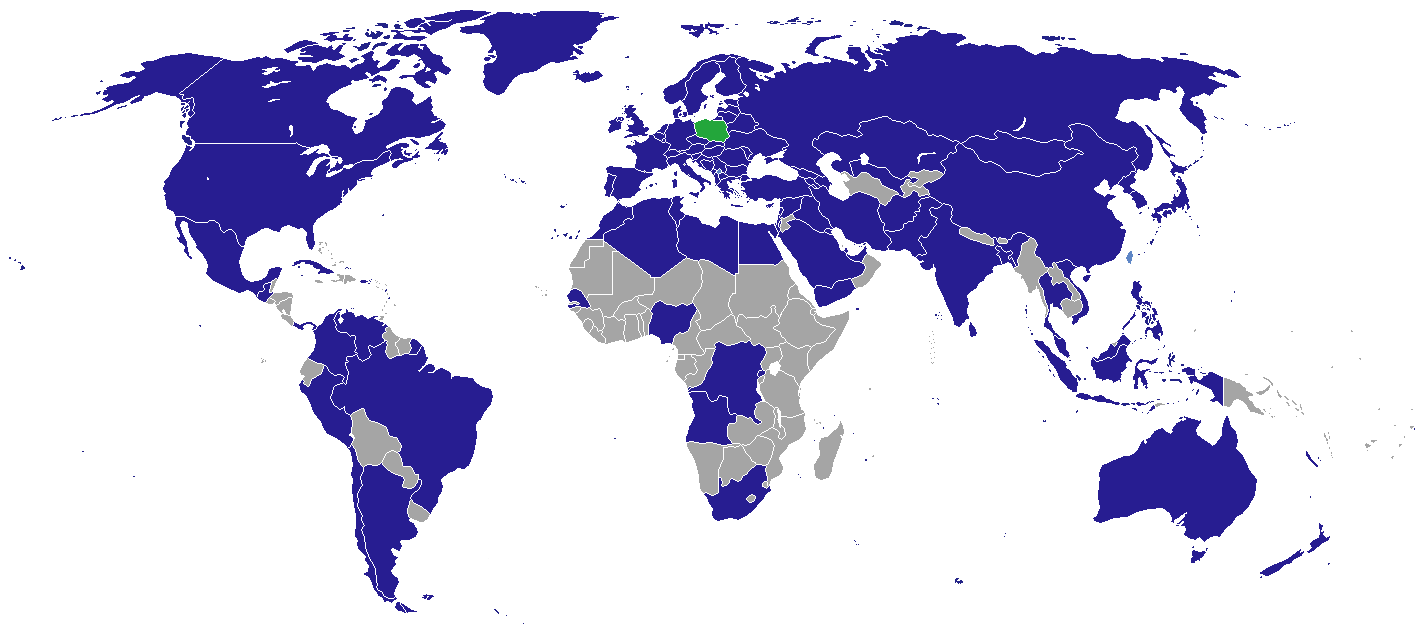
Країни, які мають посольство в Польщі

Список дипломатичних місій в Польщі. Станом на 2016 у місті Варшава, столиці Республіки, відкрито 96 посольств.

## Посольства

### Європа
- Австрія
- Азербайджан
- Албанія
- Бельгія
- Білорусь
- Болгарія
- Боснія і Герцеговина
- Ватикан
- Велика Британія
- Вірменія
- Греція
- Грузія
- Данія
- Естонія
- Ірландія
- Іспанія
- Італія
- Кіпр
- Латвія
- Литва
- Люксембург
- Мальта
- Мальтійський орден
- Молдова
- Нідерланди
- Німеччина
- Норвегія
- Португалія
- Північна Македонія
- Росія
- Румунія
- Сербія
- Словаччина
- Словенія
- Угорщина
- Україна
- Фінляндія
- Франція
- Хорватія
- Чехія
- Чорногорія
- Швейцарія
- Швеція

### Азія, Австралія і Океанія
- Австралія
- Афганістан
- Бангладеш
- В'єтнам
- Ємен
- Ізраїль
- Індія
- Індонезія
- Ірак
- Іран
- Казахстан
- Катар
- КНР
- Кувейт
- Ліван
- Малайзія
- Монголія
- Нова Зеландія
- ОАЕ
- Пакистан
- Палестина
- Південна Корея
- Північна Корея
- Саудівська Аравія
- Сирія
- Таїланд
- Туреччина
- Узбекистан
- Філіппіни
- Шрі-Ланка
- Японія

### Північна Америка
- Аргентина
- Бразилія
- Венесуела
- Еквадор
- Канада
- Колумбія
- Куба
- Мексика
- Панама
- Перу
- США
- Уругвай
- Чилі

### Африка
- Алжир
- Ангола
- ДР Конго
- Єгипет
- Лівія
- Марокко
- Нігерія
- ПАР
- Туніс

## Представництва
- Палестина
- Тайвань (Представницький офіс Тайбею в Польщі)
- Сахарська Арабська Демократична Республіка

## Генеральні консульства
Білосток
- Білорусь

Гданськ
- Білорусь
- КНР
- Німеччина
- Росія
- Україна

Краків
- Австрія
- Франція
- Німеччина
- Росія
- Словаччина
- Україна
- США

Катовиці
- Чехія

Люблін
- Україна

Познань
- Росія

Вроцлав
- Німеччина

## Консульства
- Білорусь (Біла Підляська)
- Німеччина (Ополе)
- Литва (Сейни)

## Акредитовані посольства

### Берлін
- Бахрейн
- Бенін
- Болівія
- Бруней
- Буркіна-Фасо
- Бірма
- Камбоджа
- Кабо-Верде
- Республіка Конго
- Сальвадор
- Екваторіальна Гвінея
- Еритрея
- Ефіопія
- Гана
- Гватемала
- Гвінея
- Гаїті
- Гондурас
- Ісландія
- Кот-д'Івуар
- Ямайка
- Йорданія
- Лаос
- Лесото
- Малаві
- Малі
- Монако
- Намібія
- Непал
- Нікарагуа
- Нігер
- Оман
- Парагвай
- Руанда
- Сенегал
- Судан
- Таджикистан
- Танзанія
- Того
- Уганда
- Замбія
- Зімбабве

### Москва
- Бурунді
- Камерун
- Гвінея-Бісау
- Мадагаскар
- Мавританія
- Сьєрра-Леоне
- Чад

### Брюссель
- Домініканська Республіка
- Гамбія
- Соломонові Острови
- Східний Тимор

### Лондон
- Барбадос
- Гаяна
- Папуа Нова Гвінея

### Інші міста
- Андорра: Андорра
- Багамські Острови: Нассау
- Ботсвана: Стокгольм
- Джибуті: Париж
- Габон: Лібревіль
- Кенія: Рим
- Киргизстан: Відень
- Ліхтенштейн: Берн
- Сент-Вінсент і Гренадини: Нью-Йорк
- Сінгапур: Сінгапур
- Есватіні: Копенгаген

## Див також
- Список дипломатичних місій Польщі
- Міжнародні відносини Польщі
- Міністерство закордонних справ Польщі
- Посольство Польщі в Україні